# Aramidopsis plateni
El rascón de Platen (Aramidopsis plateni) es una especie de ave gruiforme no voladora de la familia Rallidae que habita en las Célebes. Es el único miembro del género Aramidopsis. 

## Distribución y hábitat
Se encuentra en las tierras bajas y colinas de las islas de Célebes y Buton, en zonas de selva tropical y junto a arroyos; también admite zonas algo degradadas.
Está amenazada por la pérdida de hábitat.